# Кукурудзяний пояс

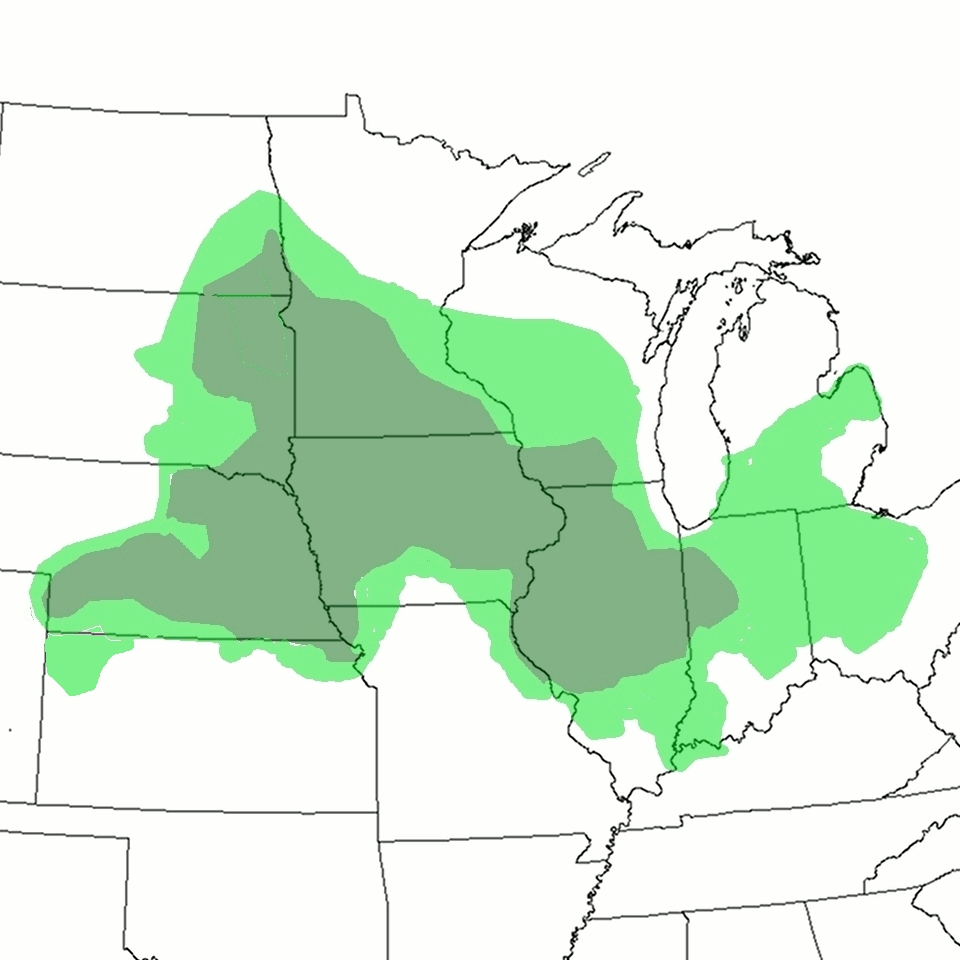
Приблизна мапа кукурудзяного поясу

Кукурудзяний пояс (англ. Corn Belt) — сільськогосподарський регіон у США, де найпоширенішою культурою, традиційно, є кукурудза. Це клиноподібна смуга, яка, розширюючись зі сходу на захід, перетинає посередині штати Огайо, Індіана та Іллінойс, займає всю Айову і заходить в східні частини штатів Канзас і Небраска, північну частину штату Міссурі і південно-західну частину штату Міннесота. У 1950 році Міністерство сільського господарства США віднесло до кукурудзяного поясу 494 округи в 11 штатах.

## Характеристика
У регіоні хороший клімат для сільського господарства. Тут досить волого (600-650 мм опадів у рік), літо спекотне і довге. Мало лісів та немає гористих місцевостей. У ґрунті переважають чорноземи. У них багато гумусу, поживних речовин, у них відмінна структура, сприятливий водний і повітряний режим. В орному шарі від 4 до 7% органічної речовини, чорний гумусовий горизонт досягає потужності 30-40 см
В регіоні під ріллям знаходиться понад 70% земель. Рекордсменом є штат Айова. За площею він займає 25 місце серед штатів США. Штат посідає перше місце в країні за збором кукурудзи (п'ята частина національного збору), ділить з Іллінойсом перше-друге місця за збором сої (15-17%), по поголів'ю великої рогатої худоби поступається тільки Техасу і Небрасці (7 млн голів). Свиней в Айові набагато більше, ніж людей - понад 16 млн голів, майже 30% поголів'я країни (перше місце серед штатів).

## Історія

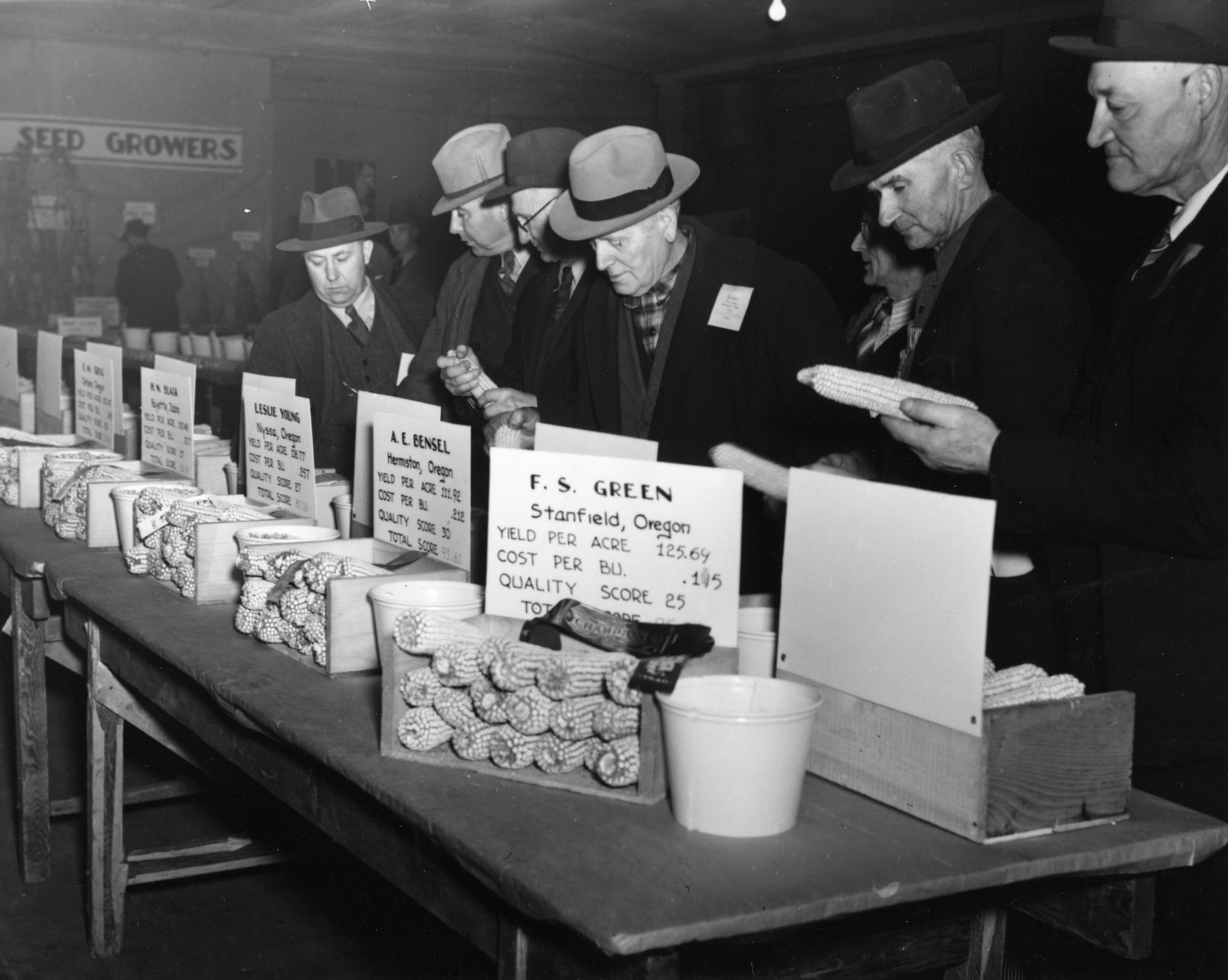
Кукурудзяний ярмарок у 1940 році

У З0-х і 40-х роках XIX століття тут виникло пасовищне тваринництво. Ключову роль в освоєнні грали вихідці з Півдня. З 50-х років почався перехід на пшеницю, обробітком якої зайнялися в основному переселенці зі сходу. Коли ж вдалося освоїти під пшеницю Великі рівнини, пояс вирощування пшениці посунувся в ці посушливі краю, а тут склалося так зване змішане господарство (mixed farming) - фуражне зернове господарство з стійловим м'ясним тваринництвом. Головною культурою стала кукурудза, зазвичай в сівозміні з вівсом і сіяними травами, але нерідко і як монокультура. У розвитку господарства активну участь взяли численні іммігранти з Європи, в основному скандинави, німці, голландці. Цей тип панував тут більше 70 років, саме йому зобов'язаний район своєю назвою.

Мапа вирощування кукурудзи у США за 2010 рік

До 40-х років XX століття традиційні сімейні фермерську господарства почали занепадати. У ґрунт не давалось ніяких добрив за винятком перегною. За 70 років оранки місцеві ґрунти втратили 30-40% азоту, калію, фосфору, більше 40% органічної речовини, ерозія забрала від 5 до 40 см верхнього шару ґрунту. Після Другої світової війни у регіоні почалась сільськогосподарська революція.
Ще в З0-х роках на полях з'явилася гібридна кукурудза високої врожайності, яка за наступні півстоліття піднялася з 30 ц/га до понад 75 ц/га. Гібридизація давала належний ефект тільки укупі з хімізацією, і якщо до 1940 року поля регіону майже не знали мінеральних добрив, то вже у 1950 році на кожен гектар вносилося в середньому по 60 кг добрив, в 1960 році - 150 кг, а в 1980 році - майже 500 кг. Широко увійшли в практику пестициди і гербіциди. Разом з добривами вони дозволили виключити паровий клин, скоротити посіви вівса і трав, а пізніше запровадити мінімальну і нульову обробку землі. Величезного рівня досягла механізація. Середнє число тракторів на одну ферму за 1940-1960 роках зросла з 0,5 до 2,0; правда, потім зростання застопорилося, але в основному через впровадження навісних знімних знарядь на трактори і комбайни. Техніка ставала все складніша, продуктивніша і дорожча. Сильно змінилася і структура посівів. Частка кукурудзи зросла до 50%, а місце вівса і трав зайняла соя, на яку припадає до третини збиральної площі.
У 70-ті роки сільському господарству кукурудзяного поясу довелося пережити ще одну перебудову - на цей раз завдяки прориву його кукурудзи і сої на світові ринки. За це десятиліття кукурудза стала провідним товаром американського експорту продовольства, обігнавши пшеницю і борошно, разом узяті, вартість експорту сої зросла з 1,2 млрд до 5,9 млрд дол. На експорт тепер було призначено 35-40% посівів кукурудзи та сої в США. Це привело до розпаду традиційного змішаного господарства, так як ферми регіону стали спеціалізуватися на виробництві фуражного зерна, а не зерна і м'яса.